# کی‌استارز
کِی‌استارز (به انگلیسی: KStars) یک برنامه آسمان‌نما برای میزکار کی‌دی‌ئی است. این برنامه که می‌توان آن را بر روی بسیاری از سیستم‌عامل‌های شبه یونیکس اجرا کرد، با استفاده از سکوی «KDE for Windows» بر روی مایکروسافت ویندوز هم قابل اجراست. این برنامه می‌تواند نمود گرافیکی دقیقی را از آسمان شب، از هر جای کره زمین، در هر تاریخ و زمانی، در اختیار کاربر قرار دهد. جلوه‌ای که این برنامه از آسمان نمایش می‌دهد، حاوی ۱۰۰ میلیون ستاره، ۱۳٫۰۰۰ شی در اعماق آسمان، صورت‌های فلکی مختلف از فرهنگ‌های گوناگون، تمامی ۱۸ سیاره، خورشید و کره ماه و هزاران دنباله‌دار و سیارک را در می‌گیرد.